# 1079
1079 (MLXXIX) je bilo navadno leto, ki se je po julijanskem koledarju začelo na torek.

## Dogodki

### Viljem Osvajalec
- januar - Angleški kralj in še vedno normanski vojvoda Vilijem Osvajalec prične z obleganjem upornikov utrjenih v gradu Greberoi, ki jih vodi njegov najstarejši sin Rober Curthose. Obleganje traja tri tedne, ko naredijo obleganci nepričakovan izpad in presenetijo oblegovalce ter jih porazijo. Oče Viljem in njegov sin Robert se v bitki spopadeta in Robert očeta nadvlada.
- Viljem, osramočen zaradi poraza, prekolne svojega sina in opusti vsako misel na nadaljevanje obleganja. Pomirita se že naslednje leto.
- avgust - Škotski kralj Malcolm III., ki zaradi poraza proti Robertu domneva, da je angleški kralj Viljem šibek, se odpravi na krajši plenilski pohod po severu Anglije. 1080 ↔

### Rekonkvista
- Bitka pri Cabri: med dvema muslimanskima emiratoma Granado in Sevilijo. Zanimivost: vsaka stran si pomaga z dvema strankama krščanskih najemnikov kastiljskega kralja Alfonza VI., ki sta se istočasno odpravili po tribut k muslimanskim vazalom. Seviljsko stran, ki zmaga, vodi El Cid, poražence grof García Ordóñez.
- Bitka pri Corii: Kastiljci pod vodstvom Alfonza VI. premagajo Bajadoški emirat pod vodstvom emirja Al-Mutawwakkila. Bitka je za Bajadoz brez posledic, če izvzamemo finančno-tributarne obveznosti.
- Barcelonska grofa in brata Rajmond Berengar II. ter Berengar Rajmond II. zavzameta mavrsko mesto Montblanc.

### Ostalo
- 11. april - Poljska: umor krakovskega škofa Stanislava iz Szczepanówa. Krakovski škof je verjetno sodeloval v zaroti, ki bi s presola vrgla poljskega kralja Boleslava II.. Ko ga je škof izobčil, ga kralj ukaže brez sodnega procesa usmrtiti. Ker pa njegovi dvorjani nočejo opraviti te umazane naloge, se Boleslav II. odpravi k škofu Stanislavu in ga z mečem lastnoročno poseka, razseka in vrže dele trupla v jarek. Umor širom Poljske vzbudi veliko zgražanje in Boleslav se mora odpovedati prestolu, ki ga prevzame njegov mlajši brat Vladislav I. Herman.
- Po smrti poganstvu nakolnjenega švedskega kralja Hakona Rdečega se na prestol vrne kralj Halsten Stenkilsson, ki za sokralja potrdi svojega brata Ingeja.
- Kralj Viljem I. Angleški ustanovi strjeno in zaščiteno kraljevsko lovno območje New forest (Novi gozd), namensko za lov divjadi. Ker je območje, ki obsega nekaj 100 km² razmeroma nerodovitno in redko poseljeno, ukaže uničiti 20 zaselkov in izgnati njihove prebivalce.
- Italonormanski upor proti vojvodi Robertu Guiscardu (1079-83). Medtem ko se je Gusicard ukvarjal z Bizantinci na Balkanu, se doma uprejo nekateri normanski plemiči (in Robertovi sorodniki), ki jih je vodil Godfrej, grof Conversana. Njemu so se pridružili njegov brat Robert, grof Montescagliosa, bratranca Abelard in Herman, oba iz normanske rodbine Hauteville ter Henrik, grof Monte Sant'Angelo. Upor je trajal do leta 1083, ko ga je Guiscard zatrl.
- Keltsko-vikinški vojskovodja Godred Crovan zavlada žepni kraljevini otoka Man s Hebridi.
- Perzijski učenjak in med drugim astronom Omar Hajam skupaj s sedmimi sodelavci izračuna dolžino leta na 365 dni, 5 ur, 49 minut. Njegovo rešitev še istega uporabi perzijski seldžuški dvor, ki je financiral projekt reforme koledarja.

## Rojstva
- 11. februar - Jedžong, 16. korejski kralj dinastije Gorjeo († 1122)
- Gampopa, tibetanski budistični menih, ustanovitelj kagyu šole († 1153)
- Kilidž Arslan I., sultan seldžuškega sultanata Rum († 1107)
- Peter Abelard, francoski filozof, teolog, logik in skladatelj († 1142)

## Smrti
- 11. april - Stanislav iz Szczepanówa, škof Krakowa in svetnik (* 1030)
- Haakon Rdeči, švedski kralj
- Wen Tong, kitajski slikar iz dinastije Severni Song (* 1018)